# Kenneth McArthur
Kennedy („Kenneth”) Kane McArthur (ur. 10 lutego 1881 w Dervock w Irlandii, zm. 13 czerwca 1960 w Potchefstroom) – południowoafrykański lekkoatleta długodystansowiec i maratończyk, mistrz olimpijski ze Sztokholmu.
Urodzony w Dervock w hrabstwie Antrim w Irlandii, McArthur był obiecującym lekkoatletą, ale swój talent rozwinął po emigracji do Południowej Afryki w 1901. Został policjantem w Johannesburgu w 1906 i wówczas zajął się serio trenowaniem lekkiej atletyki. Wkrótce zdobył mistrzostwo Transwalu w biegu na półtorej mili, na 5 mil i dwukrotnie w biegu przełajowym.
W 1908 przebiegł swój pierwszy maraton, w którym niespodziewanie pokonał wicemistrza olimpijskiego Charlesa Hefferona. Zdobył też mistrzostwo kraju na 1 milę i na 10 mil.
Bieg maratoński na igrzyskach olimpijskich w 1912 w Sztokholmie był rozgrywany w upale. McArthur i jego kolega z reprezentacji Christopher Gitsham biegli razem i wkrótce objęli prowadzenie. Gitsham, pewny zwycięstwa, zatrzymał się, by napić się wody. Był pewny, że McArthur zrobi to samo, jak uzgodnili. Tymczasem McArthur pobiegł dalej i nie dal się dogonić do mety, wygrywając z Gitshamem o 58 sekund.
W następnym roku McArthur uszkodził stopę w wypadku i musiał zakończyć uprawianie lekkiej atletyki. W ciągu swej kariery przebiegł sześć maratonów i we wszystkich zwyciężył.
Zmarł w Potchefstroom w wieku 79 lat.